# Claudia Sheinbaum

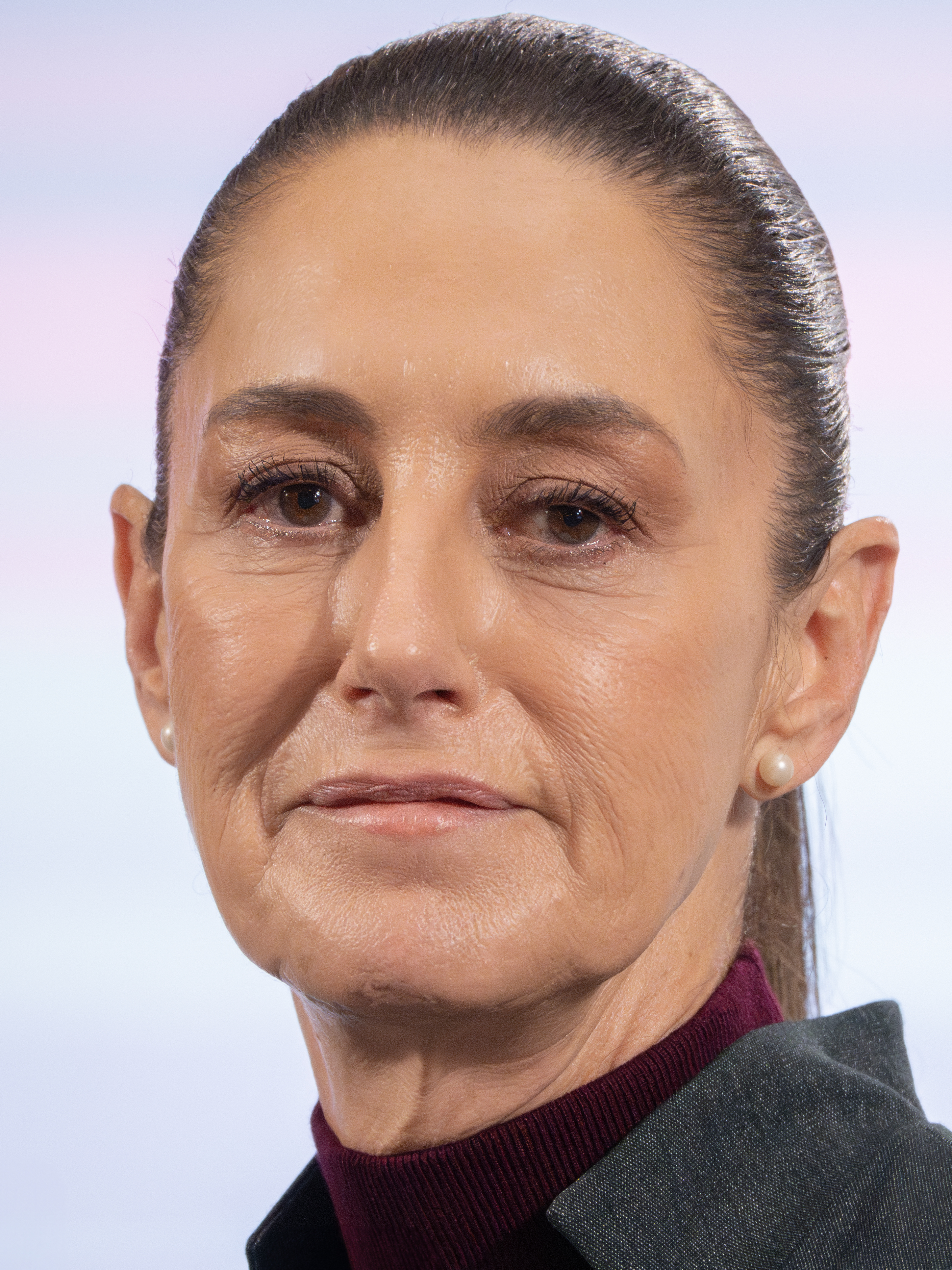
Claudia Sheinbaum (2025)

Claudia Sheinbaum Pardo ['ʃɛɪnbaʊm] (* 24. Juni 1962 in Mexiko-Stadt) ist eine mexikanische Physikerin und Politikerin. Sie ist seit dem 1. Oktober 2024 Präsidentin Mexikos, zu der sie bei den Präsidentschaftswahlen im Juni 2024 als erste Frau gewählt wurde. Davor war sie Regierungschefin von Mexiko-Stadt. Sie wurde im Juli 2018 als Teil der Koalition Juntos Haremos Historia und Mitglied der Partei Movimiento Regeneración Nacional (MORENA) gewählt und blieb bis Juni 2023 im Amt. Sie ist die zweite Frau, die in dieses Amt in Mexiko-Stadt gewählt wurde.
Als Wissenschaftlerin ist sie Autorin von über 100 Fachartikeln und zwei Büchern zu den Themen Energie, Umwelt und nachhaltige Entwicklung und wirkte als Autorin bzw. Leitautorin an Sachstandsberichten des Weltklimarates (IPCC) mit.

## Leben

### Familie
Claudia Sheinbaum Pardo wurde in einer säkularen jüdischen Familie in Mexiko-Stadt geboren und ist dort aufgewachsen. Die aschkenasischen Eltern ihres Vaters waren in den 1920er Jahren aus Litauen ausgewandert. Die sephardischen Eltern ihrer Mutter stammen aus Bulgarien, väterlicherseits aus der Familie Pardo aus Sofia und mütterlicherseits aus der alteingesessenen Familie Calev aus Plowdiw. Sie waren Ende der 1930er Jahre aus Sofia, Bulgarien, über Frankreich (Anfang der 1940er Jahre) vor dem Holocaust ebenfalls nach Mexiko geflüchtet. Ihre Eltern sind Wissenschaftler: Annie Pardo Cemo ist Biologin und emeritierte Professorin der Fakultät für Naturwissenschaften an der Nationalen Autonomen Universität von Mexiko (UNAM); ihr Vater Carlos Sheinbaum Yoselevitz Chemieingenieur. Ihr Bruder ist ebenfalls Physiker. Der Politiker Enrique Semo Calev (* 1930 in Sofia) ist Sheinbaums Onkel mütterlicherseits.
1986 lernte sie den Politiker Carlos Ímaz Gispert kennen, mit dem sie von 1987 bis 2016 verheiratet war. Sheinbaums Stiefsohn ist der 1982 geborene bildende Künstler und Dokumentarfilmer Rodrigo Imaz Alarcón, ihre Tochter die 1988 geborene Philosophin Mariana Imaz Sheinbaum.

### Studium
Sheinbaum studierte Physik an der UNAM, wo sie 1989 einen Bachelor erwarb, gefolgt von einem Master (1994) und einer Promotion (1995) in Energietechnik. Sie schloss ihre Doktorarbeit nach vier Jahren (1991–94) am Lawrence Berkeley National Laboratory in Berkeley, Kalifornien, ab, wo sie den Energieverbrauch im mexikanischen Verkehrswesen analysierte, Studien über die Entwicklung des Energieverbrauchs in mexikanischen Gebäuden veröffentlichte und einen Doktorgrad in Energietechnik und Physik erwarb. Sie wurde daraufhin Teil der Fakultät der UNAM und der Mexikanischen Akademie der Wissenschaften.

### Politische und wissenschaftliche Laufbahn
Im Jahr 1989 war sie Mitbegründerin der Partido de la Revolución Democrática (PRD). Aus dieser trat sie im Jahr 2014 aus und schloss sich der Movimiento Regeneración Nacional (MORENA) an. In den 1990er Jahren war sie Teil einer Studentenbewegung, die gegen die Privatisierung der Bildung protestierte. Während ihres Studiums in den USA nahm sie an einem Protest gegen den dort auftretenden mexikanischen Präsidenten Carlos Salinas de Gortari teil.
Ab Dezember 2000 war sie Umweltministerin von Mexiko-Stadt, nachdem sie im November 2000 in das Kabinett des damaligen Regierungschefs des Bundesdistrikts Mexiko-Stadt, Andrés Manuel López Obrador, berufen worden war. Ihre Amtszeit endete im Mai 2006. Danach kehrte sie vorübergehend wieder in die Wissenschaft zurück. 2007 wurde sie Mitglied des Intergovernmental Panel on Climate Change (IPCC), welches im selben Jahr den Nobelpreis erhielt. Als Autorin bzw. Leitautorin war sie am 2007 erschienenen Vierten bzw. am 2013 erschienenen Fünften Sachstandsbericht des IPCC beteiligt. Beim IPCC war auch der mexikanische Chemiker Mario J. Molina beteiligt, der eine Arbeit über die Umwelt von Mexiko-Stadt veröffentlichte und mit dem sie schon in den USA zusammengearbeitet hat. Von 2015 bis 2017 war sie Bürgermeisterin von Tlalpan. Sie trat von diesem Amt zurück, als sie die Nominierung für die Kandidatur als Regierungschefin von Mexiko-Stadt für die Koalition Juntos Haremos Historia erhielt, die aus der Movimiento Regeneración Nacional (MORENA), der Partido del Trabajo (PT) und der Partido Encuentro Social (PES) besteht. Sie wurde bei ihrer Kandidatur von ihrem Mentor, dem damaligen Präsidentschaftskandidaten Andrés Manuel López Obrador, unterstützt.

#### Bürgermeisterin von Mexiko-Stadt

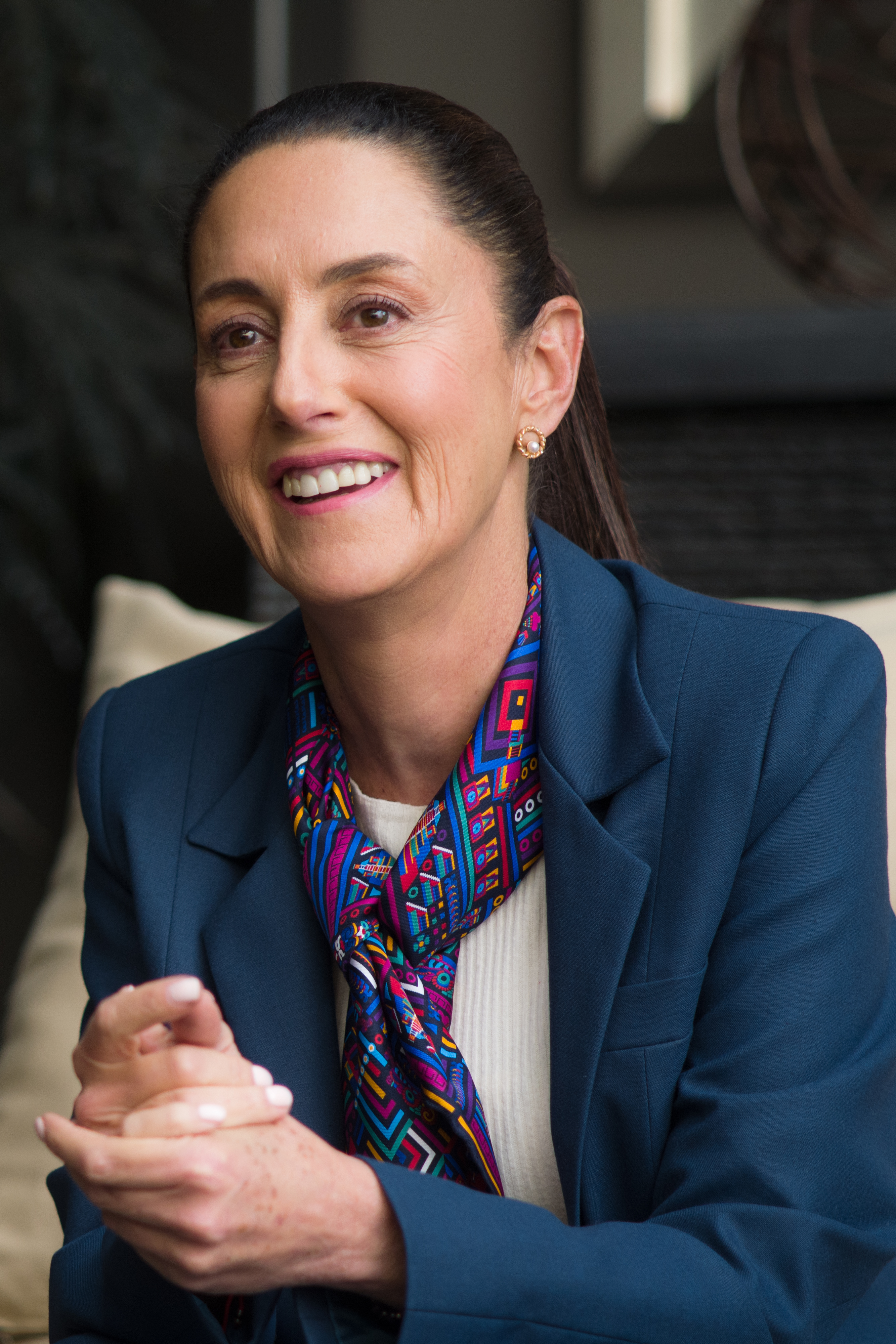
Claudia Sheinbaum (2022)

Im Juli 2018 wurde Sheinbaum für eine sechsjährige Amtszeit als Regierungschefin des Bundesdistrikts Mexiko-Stadt gewählt, dabei setzte sie sich gegen sechs andere Kandidaten durch. Das Amt entspricht dem eines Gouverneurs eines Bundesstaates oder in Deutschland eines Regierenden Bürgermeister. Im Juni 2019 kündigte Sheinbaum vor dem Hintergrund von extremer Luftverschmutzung und Wassermangel in Mexiko-Stadt einen neuen Sechs-Jahres-Umweltplan an. Er sah vor, die Luftverschmutzung um 30 % zu reduzieren, 15 Millionen Bäume zu pflanzen, Einwegplastik zu verbieten und das Recycling zu fördern, eine neue Mülltrennungsanlage zu bauen, alle Haushalte mit Wasser zu versorgen, 100 Kilometer Korridore für die ausschließliche Nutzung durch Oberleitungsbusse und das Metrobús-System von Mexiko-Stadt zu bauen und zu installieren sowie Warmwasserbereiter und Sonnenkollektoren zu installieren. Im selben Jahr tauchte sie in der Liste 100 Women der BBC auf. In ihrer Amtszeit als Bürgermeisterin halbierte sich die Mordrate in Mexiko-Stadt. Das sei Sheinbaum nach Angaben des Politikwissenschaftlers Carlos Perez Ricart gelungen, ohne den Sicherheitsapparat zu militarisieren. Sheinbaum habe die investigative Arbeit der Polizei gestärkt, die Zusammenarbeit mit der Staatsanwaltschaft verbessert und indirekt, durch ihren Sicherheitsberater Omar García Harfuch, die Kooperation mit US-Strafverfolgungsbehörden zur Bekämpfung der Kriminalität genutzt.

#### Präsidentin von Mexiko
Mit Wirkung zum 16. Juni 2023 kündigte sie als aussichtsreichste Anwärterin auf Mexikos Präsidentenamt bei der Wahl am 2. Juni 2024 ihren Rücktritt vom Posten als Bürgermeisterin von Mexiko-Stadt an, um im internen Auswahlverfahren der linksnationalistischen Präsidentenpartei Bewegung der Nationalen Erneuerung (MORENA) um die Nominierung zu kämpfen. Im September 2023 nominierte die regierende Drei-Parteien-Koalition Sheinbaum zu ihrer Spitzenkandidatin für die Wahl. Da auch das zentristische Oppositionsbündnis Frente Amplio por México (Breite Front für Mexiko) eine Frau nominierte, die Senatorin und Computeringenieurin Xóchitl Gálvez, ergab sich eine hohe Wahrscheinlichkeit, dass erstmals in Mexiko eine Frau ins Amt kommen würde. An ihrer Amtseinführung am 1. Oktober 2024 nahmen unter anderem Brasiliens Präsident Lula da Silva, der kolumbianische Präsident Gustavo Petro, US-First Lady Jill Biden und Ex-Bundespräsident Christian Wulff teil. Der spanische König Felipe VI. war nicht eingeladen, was als Affront galt und damit begründet wurde, dass erst für die blutige Kolonialisierung Mexikos um Verzeihung gebeten werden müsse.
Sheinbaums Amtszeit beläuft sich auf sechs Jahre, eine Wiederwahl ist gemäß der mexikanischen Verfassung nicht möglich.
Bezüglich des Drogenkriegs in Mexiko brach Sheinbaum mit der Linie ihres Vorgängers, der auf Deeskalation mit den Drogenkartellen gesetzt hatte. Dennoch ging die Anzahl der Morde in einigen Regionen Mexikos in den ersten Monaten ihrer Amtszeit zurück. Gleichzeitig nahm die Anzahl der zerstörten Labore und der beschlagnahmten Drogen im Vergleich zur Regierungszeit von López Obrador (Stand Juli 2025) drastisch zu. Sheinbaum ließ die Zusammenarbeit zwischen Politik und Militär stärken, indem sie eine Task-Force von Sicherheitsexperten zusammenstellte in dieser Gruppe hohe Befugnisse erteilte. Eine militärische Intervention der USA, die nach Beginn der zweiten Amtszeit von US-Präsident Donald Trump sechs mexikanische Kartelle zu terroristischen Vereinigungen erklärt hatten, lehnte Sheinbaum auf Nachfrage von Trump ab, schloss aber ein vertrauliches Abkommen über die Sicherheitszusammenarbeit mit den USA ab.

## Politische Ausrichtung
Claudia Sheinbaum ist Mitglied der MORENA, einer politisch links stehenden bzw. sozialdemokratischen Partei. Sie gilt als enge Verbündete ihres Vorgängers im Präsidentenamt, Andrés Manuel López Obrador, verfolgt aber im Vergleich zu dem Populisten López Obrador einen stärker technokratischen Politikansatz. Sie hat versprochen, die Sozialhilfe unter ihrer Präsidentschaft auszuweiten und die von ihrem Vorgänger begonnenen Programme weiterzuführen.
Sheinbaum bezeichnet sich als Feministin und setzt sich für die Legalisierung von Abtreibung ein. Im Jahr 2022 nahm sie als erste Regierungschefin von Mexiko-Stadt an der örtlichen Pride-Parade teil.